# Anni Dewani
Anni Dewani Ninna (12 de marzo de 1982, Mariestad, Suecia—13 de noviembre de 2010, Gugulethu, Sudáfrica) fue una mujer sueca de origen indio que, mientras estaba en su luna de miel en Sudáfrica, fue secuestrada y posteriormente asesinada en el municipio de Gugulethu, cerca de Ciudad del Cabo. El taxista Zola Robert Tongo admitió su culpabilidad por los cargos de asesinato en un acuerdo con el fiscal, siendo sentenciado el 7 de diciembre de 2010, a 18 años de cárcel. Dos años más tarde, Mziwamadoda Qwabe se declaró culpable de su asesinato en agosto de 2012 y fue condenado a 25 años de prisión. Además, Xolile Mngeni, de 23 años, fue declarado culpable de su asesinato el 19 de noviembre de 2012 y condenado a cadena perpetua en la cárcel. En julio de 2014 se confirmó la aplicación de la libertad condicional médica para Mngeni por sufrir un tumor cerebral.

## Asesinato

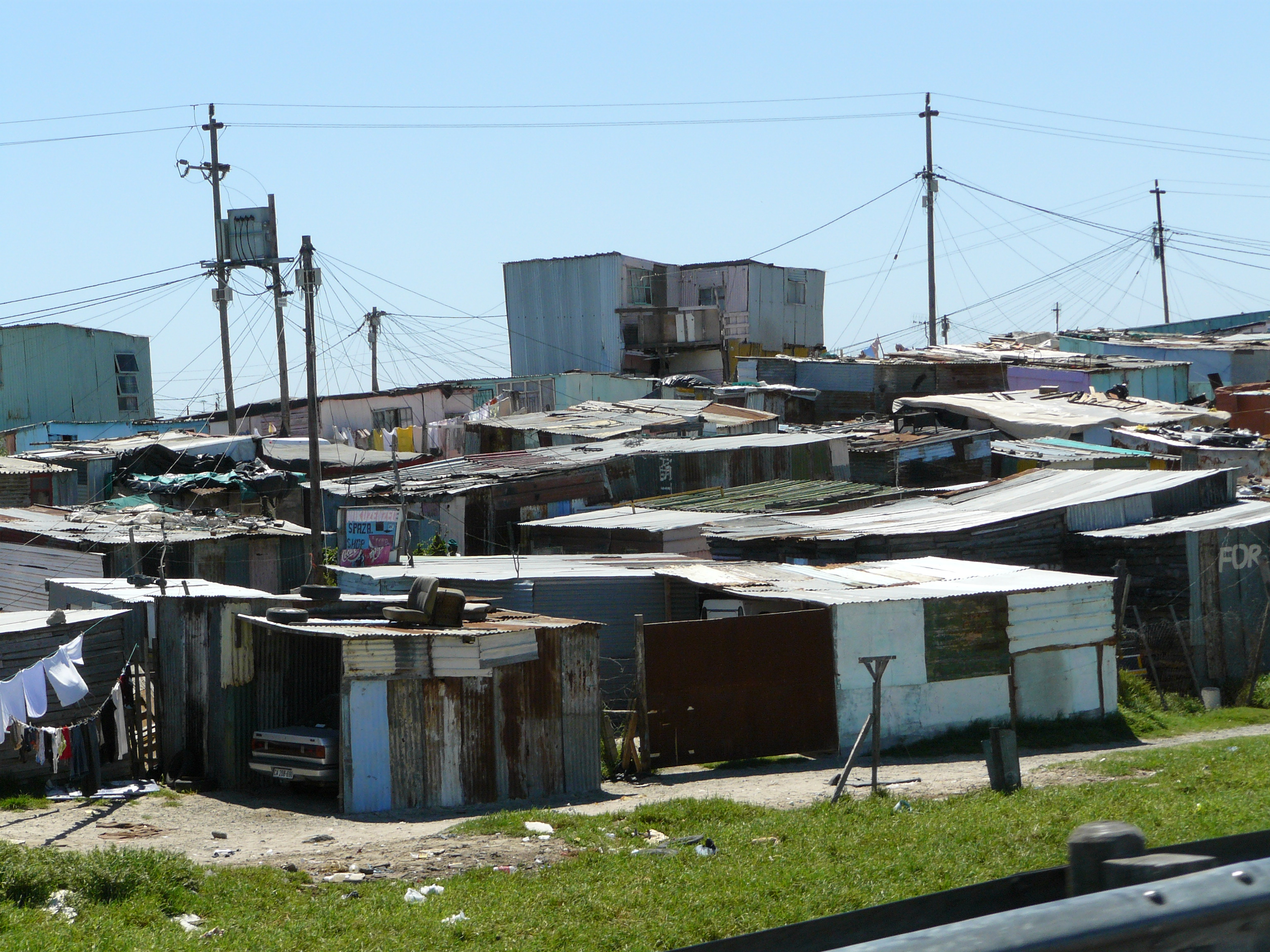
Khayelitsha, suburbio de Cabo Verde donde el cuerpo de Anni Dewani fue encontrado.

La pareja de recién casados Anni Dewani y Shrien Dewani, tras aterrizar en el Aeropuerto Internacional de Ciudad del Cabo, el 7 de noviembre de 2010, tomaron un vuelo regional hacia el Parque Nacional Kruger donde permanecieron 5 días. El 12 de noviembre regresaron al aeropuerto y fueron conducidos por el taxista Zola Tongo al hotel de cinco estrellas Cape Grace.
Shrien declaró que, tras cenar en un restaurante, fueron llevados por Tongo por todo el municipio de Gugulethu para ver la verdadera África. Durante el trayecto, el taxi fue secuestrado por dos hombres armados que le arrebataron el taxi a Tongo. Tongo comentó que, a punta de pistola, tuvo que conducir por todo el municipio, mientras los secuestradores les decían que no iban a hacer daño a nadie, sino que sólo querían el coche. Tras unos 20 de minutos, a una distancia de 18 km desde el secuestro original, después de haber sido amenazado a punta de pistola, Shrien fue arrojado por la ventana trasera del taxi en marcha.
Después, Shrien hizo señas a un coche que pasaba y posteriormente, contactó con la policía. Al día siguiente, un helicóptero de la policía divisó el taxi abandonado a unos 3 km de Sharan, en la ciudad de Khayelitsha, a las 7:50 de la mañana del 14 de noviembre. Anni Dewani fue encontrada muerta en la parte trasera de la VW Sharan en Lingelethu West severamente golpeada y magullada. Mostraba una herida por arma de fuego en el cuello causado por una copia de una pistola calibre 9 mm. Posteriormente, la policía confirmó que un reloj de pulsera Giorgio Armani, una pulsera de oro blanco y diamantes, su bolso y su teléfono móvil BlackBerry faltaban.

## Investigación
El cuerpo de Anni Dewani fue llevado al hospital de Ciudad del Cabo. El examen post mortem confirmó que había muerto de una herida de bala en el cuello que había cortado una arteria y que no fue agredida sexualmente.
Durante este período, después de haber sido acompañado por miembros de su familia, Shrien dio entrevistas a la policía y la prensa, en la que comentó que fue idea de su esposa visitar el municipio y ver la verdadera África. El 17 de noviembre, el cuerpo de Anni Dewani fue puesto en libertad por las autoridades de Sudáfrica y expatriado al Reino Unido en un vuelo de British Airways, acompañado de su marido. Anni fue incinerada en Londres en una ceremonia tradicional hindú el 20 de noviembre. Sus cenizas fueron esparcidas en un lago cerca de su ciudad natal de Mariestad, en Suecia.
El 17 de noviembre, la policía sudafricana arrestó a Xolile Mnguni y, dos días después, a Mziwamadoda Qwabe y al taxista Zola Tongo. Los tres fueron acusados el 20 de noviembre de robo agravado, secuestro y el asesinato de Anni Dewani. El mismo día, la policía informó a los medios de comunicación de Sudáfrica que el caso fue planeado y que cuatro hombres más fueron arrestados como intermediarios entre Tongo y los dos secuestradores. Finalmente, solicitaron a Shrien su regreso a Sudáfrica para asistir a una rueda de reconocimiento.

## Documentales de la BBC
Una investigación a través de un documental de la cadena británica BBC en marzo de 2012 documentó que el informe original del examen post mortem realizado en Sudáfrica demostró que la bala en realidad atravesó la mano izquierda de Anni, seguido de su pecho y la herida en su cuello era, de hecho, una herida de salida, lo que sugiere que hubo algún tipo de lucha. Un segundo documental en septiembre de 2013 retomó el caso y destacó las numerosas contradicciones entre las pruebas físicas, declaraciones de testigos y la versión de los hechos de los fiscales sudafricanos. En particular, se señaló que las pruebas forenses no se tomaron correctamente, dando a entender un disparo accidental durante una lucha, en lugar de un asesinato deliberado.